# محمد الحبيب بلخوجة
محمد الحبيب بلخوجة (ولد في 24 أكتوبر 1922 في تونس - 18 يناير 2012) كان مفتي الجمهورية التونسية الأسبق والأمين العام لمجمع الفقه الإسلامي في جدة لمدّة 24 سنة في الفترة من 1984 إلى 2008.

## مسيرته
تتلمذ الشيخ بلخوجة في جامعة الزيتونة، على يد كبار علماء الدين الإسلامي أمثال الطاهر بن عاشور وابنه الفاضل بن عاشور ليحصل على شهادته عام 1946، ثم سافر إلى باريس حيث نال شهادة الدكتوراة في الآداب العربية من جامعة السوربون عام 1964. عاد إلى جامعته حيث ترقّى عبر مدارجها. من مدرّسٍ إلى أستاذٍ مساعد، ثمّ إلى أستاذٍ مشارك، ثمّ إلى أستاذٍ للشّريعة والدراسات القرآنية وعميداً لكلية الشريعة وأصول الدّين بكلّية الشريعة من عام 1970 إلى عام 1976، عُيّن بعدها مفتياً لتونس، في الفترة من 1976 إلى 1984. قبل أن يجري اختياره أميناً عامّاً لمجمع الفقه الإسلامي في جدة في السعودية في عام 1984.

## إدانته لتصريحات الخميني
أثارت تصريحات الخميني حول ما أسماه بظهور المهدي المنتظر لتحقيق ما عجز عنه الأنبياء استنكارا كبيرا لدى المجتمع الإسلامي أرفقتها بيانات رافضة من رابطة العالم الإسلامي ووزارة الأوقاف والشؤون الإسلامية المغربية ورابطة علماء العراق ومحمد ناصر الدين الألباني، وعلى إثرها أدان الشيخ الحبيب بلخوجة بصفته مفتي الجمهورية التونسية تلك التصريحات في كلية الزيتونة قائلا «إن هذه التصريحات تشكل مساساً بالدين، وتتناقض تماماً مع مبادئ القران الكريم. وإن الذي يتجاهل السنة، ويناقض القران الكريم: يكذب إذا ادعى أنه ينتمي إلى الإسلام أو أن يكون حاملاً لرايته.»

## عضوية
- المجلس الأعلى للجامعة الإسلاميّة بالمدينة المنورة.
- المجلس الاستشاري الأعلى للجامعة الإسلامية، بالمدينة المنورة.
- مجمع البحوث الإسلامية بالأزهر الشريف.
- اللجنة التحضيرية لمجمع الفقه الإسلاميّ، بمنظمة المؤتمر الإسلامي.
- بيت الحكمة في تونس.

## أعماله
- كتاب مواقف الإسلام
- كتاب التّنبيهات على المدونة لابن عياض.
- تراجم المحدّثين والعلماء.
- كتاب يهود المغرب العربي، (محاضرات أُلقيت في قسم الدراسات الفلسطينية، بمعهد الدراسات العربية بالقاهرة.)
- تحقيق السّنن الأبين في السّند المعنعن، لابن رشيد.
- تحقيق الرحلة العلميّة لابن رشيد (خمسة أجزاء).
- تحقيق منهاج البلغاء وسراج الأدباء لحازم القرطاجني.
- قصائد ومقتطفات لحازم القرطاجنيّ.
- تحقيق إفادة النّصيح في رجال الجامع الصحيح لابن رشيد.
- المسلمون بين الشريعة والقانون، بحث قدّمه للمؤتمر الأول للفقه الإسلاميّ، في جامعة الإمام محمد بن سعود الإسلامية.
- بحث عن الدعوة الإسلامية في إفريقيا، قُدّم في المؤتمر الأول للدعوة الإسلامية بالجامعة الإسلامية، بالمدينة المنورة.
- قصائد ومقتطفات لحازم القرطاجنّي.
- بحوث مجمعيّة، قدّمت لمجمع اللغة العربية، ولاتحاد المجامع العلمية ولأكاديمية المملكة المغربية.